# Finale del campionato mondiale femminile di calcio 2007
La finale del campionato mondiale femminile di calcio 2007 si tenne il 30 settembre 2007 allo Stadio Hongkou a Shanghai tra le nazionali femminili di Germania e Brasile. Fu la finale della quinta edizione del campionato mondiale femminile di calcio, e terminò con la vittoria per 2-0 delle tedesche.

## Cammino verso la finale

### Germania
La prima finalista, ovvero la Germania, fu sorteggiata nel Gruppo A insieme a Inghilterra, Giappone e Argentina.
La prima avversaria fu l'Argentina, che il 10 settembre a Shanghai venne sconfitta con un clamoroso 11-0 con le triplette di Prinz e Smisek, le doppiette di Behringer e Lingor, e la rete di Garefrekes. Nella seconda giornata le tedesche pareggiarono a reti bianche con l'Inghilterra, ma alla terza e ultima giornata batterono 2-0 il Giappone con la rete di Prinz e il rigore trasformato da Lingor, assicurandosi il primo posto del girone. La classifica finale vide la Germania a chiudere con 7 punti, seguita dall'Inghilterra con 5, Giappone con 4 e Argentina con 0, con queste ultime due eliminate.
Ai quarti, il 22 settembre le tedesche affrontarono la Corea del Nord a Wuhan vincendo 3-0 con le reti di Garefrekes, Lingor e Krahn.
La semifinale disputata quattro giorni dopo a Tianjin vide la Germania battere 3-0 anche la Norvegia; a decidere l'incontro furono l'autogol di Rønning e le reti di Stegemann e Müller.

### Brasile
Le brasiliane furono invece inserite nel gruppo D, insieme a Cina, Danimarca e Nuova Zelanda.
Il 12 settembre, le brasiliane esordirono contro le neozelandesi che vincendo 5-0 con reti di Daniela, Cristiane e Renata Costa e la doppietta di Marta. Tre giorni dopo il Brasile ottenne un'altra vittoria netta contro la Cina grazie alle doppiette di Marta e Cristiane. La terza e ultima avversaria, la Danimarca, fu piegata 1-0 con un gol nei minuti di recupero siglato da Pretinha. Le brasiliane conclusero il girone a pieni punti davanti alla Cina; fuori invece Danimarca e Nuova Zelanda.
Il 23 settembre, nei quarti di finale, le brasiliane eliminarono l'Australia a Tianjin per 3-2; le sudamericane si portarono sul 2-0 con le reti siglate da Formiga e da Marta su calcio di rigore, ma subirono la rimonta delle australiane che raggiunsero il pareggio grazie a De Vanna e Colthorpe. A decidere l'incontro fu il gol di Cristiane ad un quarto d'ora dal termine. In semifinale a Hangzhou contro gli Stati Uniti, le brasiliane vinsero 4-0; decisivi furono l'autogol di Osborne, la doppietta di Marta e la rete di Cristiane.

### Tabella riassuntiva del percorso
Note: In ogni risultato sottostante, il punteggio della finalista è menzionato per primo.
| Pos. | Squadra     | Pt | G | V | N | P | GF | GS | DR  |
| ---- | ----------- | -- | - | - | - | - | -- | -- | --- |
| 1.   | Germania    | 7  | 3 | 2 | 1 | 0 | 13 | 0  | +13 |
| 2.   | Inghilterra | 5  | 3 | 1 | 2 | 0 | 8  | 3  | +5  |
| 3.   | Giappone    | 4  | 3 | 1 | 1 | 1 | 3  | 4  | -1  |
| 4.   | Argentina   | 0  | 3 | 0 | 0 | 3 | 1  | 18 | -17 |

| Pos. | Squadra       | Pt | G | V | N | P | GF | GS | DR  |
| ---- | ------------- | -- | - | - | - | - | -- | -- | --- |
| 1.   | Brasile       | 9  | 3 | 3 | 0 | 0 | 10 | 0  | +10 |
| 2.   | Cina          | 6  | 3 | 2 | 0 | 1 | 5  | 6  | -1  |
| 3.   | Danimarca     | 3  | 3 | 1 | 0 | 2 | 4  | 4  | 0   |
| 4.   | Nuova Zelanda | 0  | 3 | 0 | 0 | 3 | 0  | 9  | -9  |

## Descrizione della partita
La Germania, vincitrice dell'edizione precedente e quindi ritenuta favorita, affronta il Brasile, che non ha mai vinto un titolo mondiale e non ha mai raggiunto la finale di una Coppa del Mondo. È stata la prima volta che una europea e una sudamericana si sono incontrate in finale. Nell'intero torneo la Germania non ha subito nessun gol, mentre il Brasile ha segnato in tutte le partite disputate.
I diciassette gol del Brasile nel cammino verso la finale, di cui quattro contro gli Stati Uniti, rivali per il titolo in semifinale sono stati guidati dall'attaccante Marta, che ne ha segnati sette. Il primo tiro è stato della brasiliana Daniela ha colpito il palo. Ma è stata Prinz su assist di Smikes a superare Andréia per il gol dell'1-0. La migliore occasione per il Brasile per pareggiare arriva al 63' quando Bresonik abbatte in area di rigore Cristiane, ma Angerer neutralizza il rigore calciato da Marta. Successivamente le tedesche si sono assicurate la vittoria con un gol nel finale di Laudehr. Per la Germania si è trattato del secondo successo consecutivo.

## Tabellino
| Arbitro: | Tammy Ogston |

|                       |           |  |
| Prinz 52’ Laudehr 86’ | Marcatori |  |

| Germania | Brasile |

| Germania (4-2-3-1) |    |                    |     |     |
|                    |    |                    |     |     |
| P                  | 1  | Nadine Angerer     |     |     |
| D                  | 2  | Kerstin Stegemann  |     |     |
| D                  | 5  | Annike Krahn       |     |     |
| D                  | 17 | Ariane Hingst      |     |     |
| D                  | 6  | Linda Bresonik     | 63’ |     |
| C                  | 14 | Simone Laudehr     |     |     |
| C                  | 10 | Renate Lingor      |     |     |
| C                  | 18 | Kerstin Garefrekes | 7’  |     |
| A                  | 9  | Birgit Prinz       |     |     |
| C                  | 7  | Melanie Behringer  |     | 74’ |
| A                  | 8  | Sandra Smisek      |     | 80’ |
| A disposizione:    |    |                    |     |     |
| A                  | 16 | Martina Müller     |     | 74’ |
| C                  | 19 | Fatmire Bajramaj   |     | 80’ |
| CT:                |    |                    |     |     |
| Silvia Neid        |    |                    |     |     |

| Brasile (3-4-1-2) |    |              |     |     |
|                   |    |              |     |     |
| P                 | 1  | Andréia      |     |     |
| D                 | 5  | Renata Costa |     |     |
| D                 | 3  | Aline        |     | 88’ |
| D                 | 4  | Tânia        |     | 81’ |
| C                 | 2  | Elaine       |     |     |
| C                 | 8  | Formiga      |     |     |
| C                 | 20 | Ester        |     | 63’ |
| C                 | 9  | Maycon       |     |     |
| C                 | 7  | Daniela      | 59’ |     |
| A                 | 11 | Cristiane    |     |     |
| A                 | 10 | Marta        |     |     |
| A disposizione:   |    |              |     |     |
| A                 | 6  | Rosana       |     | 63’ |
| A                 | 18 | Pretinha     |     | 81’ |
| A                 | 15 | Kátia        |     | 88’ |
| CT:               |    |              |     |     |
| Jorge Barcellos   |    |              |     |     |

| Assistenti arbitrali: Maria Isabel Tovar (Messico) Rita Munoz (Messico) Quarto ufficiale: Mayumi Oiwa (Giappone) | Regole dell'incontro - due tempi regolamentari da 90 minuti ciascuno; - due tempi supplementari da 30 minuti ciascuno in caso di parità; - tiri di rigore in caso di ulteriore parità; inizialmente cinque per squadra, e a oltranza fino a spareggio in caso di ulteriore parità; - numero massimo di 21 giocatrici per squadra a referto (11 in campo e 10 come potenziali sostituti); - tre sostituzioni permesse. |